# René Huyghe
René Huyghe (Arras, 1906. május 3. – Párizs, 1997. február 5.) francia művészettörténész, író, a Louvre kurátora, a Francia Akadémia tagja.

## Életpályája
Filozófiát és esztétikát tanult a Sorbonne-on és az École du Louvre-ban, a bölcsészdiploma megszerzése után 1930-ban a Louvre képtárának helyettes kurátora, 1937-ben pedig főkurátora lett. Még ugyanabban az évben tanári állást is kapott az École du Louvre-ban. A múzeumszervezés érdekelte, bejárta Európát, és számos kiállítást rendezett. Főszerkesztője volt a L’Amour de l’Art és Quadrige folyóiratoknak. 1931-ben a L’Amour de l’Art bevezető cikkében írta le gondolatait a művészetpszichológiáról.
Jean Mistler, a kultuszminisztérium helyettes államtitkára 1932-ben kabinetjébe hívta. A második világháború kitörésekor Huyghe feladata volt a Louvre képtárának mentése és biztonságos helyre történő szállítása. Majd Lot megyébe vonult vissza és csatlakozott a francia ellenálláshoz. 1950-ben a Collège de France művészetpszichológia tanszékének tanárává nevezték ki. 1960. június 2-án a Francia Akadémia tagjává választották, 1966-ban az Erasmus-díjjal tüntették ki.
1986 augusztusában Kanada modern festészetéről rendezett szimpózium keretében előadást tartott Baie-Saint-Paulban, Québec tartományban a modern művészetről, művészetpszichológiai elmélete alapján. Véleménye szerint a művészi alkotás közel száz éve elszakadt a spiritualitástól, mert a polgári társadalom kizárólag a racionális és anyagi értékeket támogatta.

## Kitüntetései
- francia Becsületrend (főtiszt)
- Francia Köztársaság Nemzeti Érdemrendje (nagykereszt)
- A Belga Lipót-rend (parancsnok)
- Erasmus-díj

## Művei
- Histoire de l’art contemporain
- Cézanne
- L'univers de Watteau, dans Hélène Adhémar, Watteau : sa vie, son œuvre. Catalogue des peintures et illustration
- La Peinture d’Occident Cent chefs-d’œuvre du musée du Louvre
- Dialogue avec le visible
- L’Art et l’Homme, Tome I (direction), Tome II, Tome III
- Van Gogh
- L’Art et  l’Âme
- Delacroix ou le Combat solitaire
- Les Puissances de l’image
- Sens et destin de l’art
- L’Art et le Monde moderne
- Formes et Forces
- La Relève du Réel, la peinture française au XIXe siècle
- Ce que je crois
- La nuit appelle l'aurore, dialogue orient-occident sur la crise contemporaine (társszerző: Daisaku Ikeda)
- La Relève de l’Imaginaire, la peinture française au XIXe siècle, réalisme et romantisme
- Les Signes du temps et l’Art moderne
- Se perdre dans Venise (társszerző: Marcel Brion])
- Psychologie de l’art, résumé des cours du Collège de France
- Une Vie pour l'art. De Léonard à Picasso